# Sherlock Holmes lehetetlen kalandjai
A Sherlock Holmes lehetetlen kalandjai (The Improbable Adventures of Sherlock Holmes) egy antológia John Joseph Adams szerkesztésében, mely 2009-ben jelent meg. A kötet egy tisztelgés Arthur Conan Doyle és szereplője előtt, melybe a kortárs fantasztikus irodalom legnépszerűbb szerzőitől válogattak össze írásokat. Az antológia írói sajátosan értelmezik újra a világhírű detektív figuráját. A novellák változatos témájúak. A klasszikus detektívtörténetek mellett tartalmaz még fantasy, horror, steampunk és egyéb tematikájú írásokat is.
Magyar nyelven az Ad Astra kiadó jelentette meg 2015-ben.

## Novellák
- John Joseph Adams: Bevezető
- Christopher Roden: Elsőrangú Sherlockiána
- Stephen King: A doktor esete
- Tim Lebbon: Ezerarcú rettenet
- Anne Perry: A vérfolt nélküli zokni esete
- Bradley H. Sinor: A másik detektív
- Edward D. Hoch: Botrány Montrealban
- Vonda N. McIntyre: A mezőegyenletek esete
- Darrell Schweitzer: Kaland a halálmással
- Mary Robinette Kowal: A FRIESLAND holland gőzhajó megdöbbentő esete
- H. Paul Jeffers: A Múmia átka
- Barbara Roden: Mert közel van vesztük napja
- Anthony Burgess: Gyilkosság zenére
- Stephen Baxter: Kaland a gravitációmódosítóval
- Laurie R. King: Mrs. Hudson esete
- Geoffrey A. Landis: A darazsak egyedülálló szokásai
- Amy Myers: A negyvenhatodik születésnap esete
- Peter Tremayne: Tullyfane Abbey kísértete
- Sharyn McCrumb: A Fehér Ló völgye
- Michael Moorcock: A Dorset Street-i albérlő kalandja
- Dominic Green: Az elveszett világ
- Barbara Hambly: Az antikvárius unokahúga
- Tony Pi: Az akasztás dinamikája
- Chris Roberson: A kárhozatos emlékű Merridew
- Naomi Novik: Gyötrelem
- Rob Rogers: Devil's Cape kalózai
- Mark Valentine: Kaland a zöld koponyával
- Tanith Lee: Az emberi rejtély
- Neil Gaiman: Smaragdszín tanulmány
- Robert J. Sawyer: Maga is lát mindent, csak nem figyeli meg

## Külső hivatkozások
- Az antológia a Moly.hu-n.
- Az antológia az Ad Astra webboltjában.

## Magyarul
- Sherlock Holmes lehetetlen kalandjai; vál., szerk. John Joseph Adams, ford. Antal József et al.; Ad Astra, Bp., 2015